# Seventh Sojourn
Seventh Sojourn is het 9e muziekalbum van The Moody Blues. Het thema van het album is losjes gebaseerd op The Canterbury Tales (ca. 1400) van Geoffrey Chaucer.

## Achtergrond
Na diverse succesvolle albums hadden The Moody Blues alles wat een popband destijds begeerde. Publiek stond in de rijen voor hun bijna altijd uitverkochte concerten, albums stonden soms meer dan een jaar in de albumlijsten; de platenmaatschappij Decca, waar Threshold onder viel, gaf volledige steun aan de band en men kon albums opnemen in welke studio dan ook. Toch had dat allemaal een keerzijde. De bandleden waren na plaatsopnames en toeren een beetje op elkaar uitgekeken. Ze hadden sinds 1967 niets anders gedaan dan optreden en opnemen, zodat de rek er een beetje uit was. Een Amerikaans radiostation ging hun hit uit 1968 Nights in White Satin als tune gebruiken; het werd opnieuw een hit. De vraag naar optredens nam alleen maar toe.
Toch moest er ook een nieuw album komen. De "Moodies" hadden geen zin in een grote studio en begonnen met opnemen in de kleine studio Beckthorns van Pinder. Pas maanden later, na weer een tournee, verhuisden de Moodies naar Tollington Park, alwaar de Decca Studios zich toen bevonden. Zoals bij hun vorig album ter sprake kwam, had Pinder het het moeilijkst met de druk. Hij was de filosoof van de groep en begon de druk als bovenmatig te ondervinden. De Mellotron, die hij bespeelde heeft bij dit album versterking gekregen van de Chamberlin, een soortgelijk instrument, maar met andere mogelijkheden en klank.
In 1974 laste de band een pauze in, waarna de leden eigen werk opnamen. De eerste van deze werken waren:
- Blue Jays (1975), Hayward en Lodge
- Kick Off Your Muddy Boots (1975), Edge
- From Mighty Oaks (1976), Thomas
- The Promise (1976), Pinder

## Tracklist
| Nr. | Titel                                       | Duur |
| --- | ------------------------------------------- | ---- |
| 1.  | Lost in a Lost World                        | 4:42 |
| 2.  | New Horizons                                | 5:11 |
| 3.  | For My Lady                                 | 3:58 |
| 4.  | Isn't Life Strange                          | 6:09 |
| 5.  | You and Me                                  | 4:21 |
| 6.  | The Land of Make-Believe                    | 4:52 |
| 7.  | When You're a Free Man                      | 6:06 |
| 8.  | I'm Just a Singer (In a Rock and Roll Band) | 4:18 |

| Nr. | Titel                                 | Duur |
| --- | ------------------------------------- | ---- |
| 9.  | Isn't Life Strange (originele opname) | 8:10 |
| 10. | You and Me (instrumentaal)            | 6:33 |
| 11. | Lost in a Lost World (instrumentaal)  | 4:41 |
| 12. | Island (niet eerder uitgebracht)      | 4:30 |

## Personeel
- Justin Hayward - zang, gitaren;
- John Lodge - zang, basgitaar, cello;
- Ray Thomas - zang, blaasinstrumenten;
- Mike Pinder - zang, toetsen;
- Graeme Edge - drums.

- MusicBrainz release group: 7b836b4d-c07d-35ee-a5a0-9efac69be452
- MusicBrainz work: 82e057a0-167e-4a43-a0b2-cf8e3dd6ce0c